# レオン・ゴードン
レオン・ゴードン・バーネット（Leon Gordon Bennett、1894年1月12日 - 1960年1月4日）は、イングランド生まれの劇作家、俳優、演出家で、特に映画『White Cargo』の脚本を書いたことで知られている。

## 経歴
ゴードンは、1894年にブライトンで生まれ、セント・ジョンズ・カレッジ (St. John's College) に学んだ。長じて俳優となりボストン・レパートリー劇団 (the Boston Repertory Company) で主要な役を演じるようになった。その後、劇作を始めた。オーストラリアで演劇の演出を手がけた後、1930年にメトロ・ゴールドウィン・メイヤー (MGM) に入った。
ゴードンは、心臓疾患のため、1960年1月4日にシダーズ・オブ・レバノン病院 (Cedars of Lebanon Hospital) で亡くなった。後には二人の娘たちが残された。

## おもな映画作品
- Sandra (1924) - 俳優として出演
- Heartbreak (1931) - 脚本
- スザン・レノックス / Susan Lenox (1931) - 脚本
- フリークス / Freaks (1932) - 脚本
- キング・コング / King Kong (1933) - 脚本（クレジットなし）
- Age of Indiscretion (1935) - 脚本
- 真珠と未亡人 / The Last of Mrs. Cheyney (1937) - 脚本
- 響け凱歌 / A Yank at Oxford (1938) - 脚本
- 踊るニュウ・ヨーク / Broadway Melody of 1940 (1940) - 脚本
- They Met in Bombay (1941) - 脚本
- White Cargo (1942) - 脚本
- パーキントン夫人 / Mrs. Parkington (1944) - 製作
- フォーサイト家の女 / That Forsyte Woman (1949) - 製作
- 印度の放浪児 / Kim (1950) - 製作
- The Hour of 13 (1952) - 脚本

## おもな戯曲
- Watch Your Neighbour (1923)
- Garden of Weeds (1925)
- The Piker (1926)